# Franz Wilhelm (Tänzer)
Franz Wilhelm (* 14. April 1945 in Bílina (Böhmen); † 12. Juni 2015 in Langental, Gemeinde Großwarasdorf) war ein österreichischer Balletttänzer. Er war ab 1972 erster Solotänzer der Wiener Staatsoper.

## Leben
Wilhelm absolvierte ab 1956 eine Ausbildung zum Tänzer an der Staatsoper, 1960 wurde er Mitglied des Wiener Staatsopernballetts und 1988 erfolgte die Pensionierung. Im Anschluss zog er auf einen Bauernhof in Langental und wurde ein passionierter Falkner.
Im Jahr 1986 erhielt er das Goldene Ehrenzeichen für Verdienste um die Republik Österreich und im Jahr 2010 wurde er mit dem Berufstitel Professor ausgezeichnet.
Wilhelm war in zweiter Ehe mit Sabine Wilhelm (* 1961), geborene Holubar und ebenfalls eine Staatsoperntänzerin, verheiratet und hatte insgesamt vier Kinder.